# 泰山乡 (两当县)
泰山乡，是中华人民共和国甘肃省陇南市两当县下辖的一个乡镇级行政单位。

## 行政区划
泰山乡下辖以下地区：
李山村、香林村、兴桃村、泰柳村、双河村、新崖村、同心村和中山村。